# Islamkundliche Untersuchungen
Islamkundliche Untersuchungen (IU) ist eine seit 1969 erscheinende islamwissenschaftliche Buchreihe (ISSN 0939-1940). Sie erschien seit 1970 im Klaus Schwarz Verlag, anfangs in Freiburg im Breisgau, seit 1981 in Berlin. Nach dem Tod des geschäftsführenden Verlegers Gerd Winkelhane im September 2018 ist der Klaus Schwarz Verlag im Jahre 2019 vollständig an den Verlag Walter de Gruyter Berlin übergegangen und wird dort als Edition Klaus Schwarz weitergeführt.
Die Bände der Reihe, in die regelmäßig islamwissenschaftliche Dissertationen aufgenommen werden, sind in der Regel in deutscher, zunehmend in englischer und gelegentlich auch in französischer Sprache erschienen. Die Bände sind inzwischen weitgehend über das Digitalisierungsportal Menadoc abrufbar.
Nachdem zu Beginn der 2000er-Jahre bereits kleinere Änderungen im Erscheinungsbild der renommierten Reihe vorgenommen wurden, musste aus drucktechnischen Gründen 2017 ein Relaunch erarbeitet werden. Seit Band-Nr. 333 erscheinen die Bände der IU innen wie außen in neuem, zeitgemäßem Gewand. Auffälligste Neuerung ist die Ausstattung als Hardcover.

## Übersicht
- 1. Quellenstudien zur frühen Mamlukenzeit / Ulrich Haarmann. Freiburg i. Br.: Schwarz, 1970
- 2. Prophetenwunder in der Aš'arīya bis al-Ġazālī: Algazel. / Peter Antes. Freiburg i. Br.: Schwarz, 1970.
- 3. Osmanische Polemik gegen die Safawiden im 16. Jahrhundert nach arabischen Handschriften / Elke Eberhard. – Freiburg i.Br.: Schwarz, 1970
- 4. Erziehung und Bildung im Schahname von Firdousi: eine Studie zur Geschichte der Erziehung im alten Iran / Dariusch Bayat-Sarmadi. – Freiburg i. Br.: Schwarz, 1970
- 5. Die frühen Safawiden nach Qāẓī Aḥmad Qumī / Erika Glassen, Freiburg i. Br. 1970
- 6. Turkmenische Herrscher des 15. Jahrhunderts in Persien und Mesopotamien nach dem Tārīẖ al-Ġiyāṯī / Marianne Schmidt-Dumont. – Freiburg im Breisgau: Schwarz, 1970
- 7. Osmanische Sultansurkunden des Sinai-Klosters in türkischer Sprache / Klaus Schwarz. – Freiburg i. Br.: Schwarz, 1970
- 8. Beiträge zur ayyubidischen Diplomatik / Hein, Horst-Adolf, Freiburg i. Br. Schwarz. 1971
- 9. Der arabische Dialekt von Mekka: Abriß d. Grammatik mit Texten u. Glossar. Giselher Schreiber. Freiburg i. Br.: Schwarz, 1971
- 10. Die Kapitel über Traumtheorie und Traumdeutung aus dem kitāb at-taḥrīr fī'ilm at-tafsīr des Ḍiyā'ad-Dīn al-Ǧazīrī: (7./13. Jh.) / Diyā'ad-dīn al-Ǧazīrī; Cherifa Magdi. Freiburg i. Br.: Schwarz, 1971.
- 11. Der aserbaidschanische Dialekt von Schahpur: Phonologie und Morphologie / Manutschehr Amirpur-Ahrendjani. – Freiburg i. Br.: Schwarz, 1971
- 12. Die Frauen im Schahname: ihre Geschichte und Stellung unter gleichzeitiger Berücksichtigung vor- und nachislamischer Quellen / Djalal Khaleghi Motlagh. – Freiburg i. Br.: Schwarz, 1971
- 13. Der osmanische Historiker Ḥüseyn b. Ǧaʿfer, genannt Hezārfenn, und die Istanbuler Gesellschaft in der zweiten Hälfte des 17. Jahrhunderts / Heidrun Wurm. – Freiburg im Breisgau: Schwarz, 1971
- 14. Briefe und Reden des Abū Ḥāmid Muḥammad al-Ġazzālī / Abū-Ḥāmid Muḥammad Ibn-Muḥammad al-Ġazzālī. – Freiburg im Breisgau: Schwarz, 1971
- 15. Beiträge zur mamlukischen Historiographie nach dem Tode al-Malik an-Nāṣirs / Barbara Schäfer. – Freiburg (i. B.): Schwarz, 1971
- 16. Zur Theologie der Schiʿa: eine Untersuchung des Ǧāmiʿ al-asrār wa-manbaʿ al-anwār von Sayyid Ḥaidar Āmolī / Peter Antes. – Freiburg (im Breisgau): Schwarz, 1971
- 17. Athanasius von Qūṣ Qilādat at-taḥrīr fī ʿilm at-tafsīr: eine koptische Grammatik in arabischer Sprache aus dem 13./14. Jh. / Athanasius <von Qūṣ>. – 1972
- 18. Die Kopten in der ägyptischen Gesellschaft: von der Mitte des 19. Jahrhunderts bis 1923 / Doris Behrens-Abouseif. – Freiburg im Breisgau: Schwarz, 1972
- 19. Die Terminologie Ibn ʿArabīs im „Kitāb wasāʾil as-sāʾil“ des Ibn-Saudakīn: Text, Übersetzung und Analyse / Manfred Profitlich. – Freiburg im Breisgau: Schwarz, 1973
- 20. Geschichte und Geschichtsschreiber der ʿAbd al-Wādiden: Algerien im 13.-15. Jahrhundert ; mit einer Teiledition des Naẓm ad-Durr des Muḥammad b. ʿAbd al-Ǧalīl at-Tanasī / Hars Kurio. – Freiburg im Breisgau: K. Schwarz, 1973
- 21. Abū 'l-Ḥasan ʿAlī: Merinidenpolitik zwischen Nordafrika und Spanien in den Jahren 710-752 H./1310-1351 / Rudolf Thoden. – Freiburg (im Breisgau): Schwarz, 1973
- 22. Leben und Weltbild des altosmanischen Dichters Aḥmedī unter besonderer Berücksichtigung seines Diwans / Tunca Kortantamer. – Freiburg (im Breisgau): Schwarz, 1973
- 23. Ägypten und Syrien zwischen 1317 und 1341 in der Chronik des Mufaḍḍal b. Abī l-Faḍā'il / Samira Kortantamer. – Freiburg Br.: Schwarz, 1973
- 24. Edirne vakasi = Das Ereignis von Edirne / Heinrich Georg Baum. – Freiburg im Br.: Schwarz, 1973
- 25. Transoxanien und Turkestan zu Beginn des 16. Jahrhunderts: das Mihmān-nāma-yi Buḫārā des Faḍlallāh b. Rūzbihān Ḫunǧī; Übersetzung und Kommentar / Faḍlallāh Ibn-Rūzbihān Ḫunǧī. – Freiburg im Breisgau: Schwarz, 1974
- 26. Der Islam in Werken moderner türkischer Schriftsteller: 1923–1950 / Kerim Yavuz. – Freiburg i.Br.: Schwarz, 1974
- 27. Leben und Dichtung des Omaiyadenkalifen al-Walīd Ibn-Yazīd: ein quellenkritischer Beitrag / Dieter Derenk. – Freiburg i.Br.: Schwarz, 1974
- 28. Aus den Aufzeichnungen des Saʿīd Giray Sulṭān: eine zeitgenössische Quelle zur Geschichte des Chanats der Krim um die Mitte des 18. Jahrhunderts / Barbara Kellner-Heinkele. – Freiburg i. Br.: Schwarz, 1975
- 29. Briefe und Urkunden aus der Kanzlei Uzun Hasans: ein Beitrag zur Geschichte Ost-Anatoliens im 15. Jahrhundert / Mehmet Şefik Keçik. – Freiburg im Breisgau: Schwarz, 1976
- 30. Die Ortsnamen der europäischen Türkei nach amtlichen Verzeichnissen und Kartenwerken / Klaus Kreiser. – Freiburg: Schwarz, 1975
- 31. Zur Soziologie des schiitischen Chiliasmus: ein Beitrag zur Erforschung des irakischen Passionsspiels / Ibrahim al-Haidari. – Freiburg im Br.: Schwarz, 1975
- 32. Die altosmanischen Chroniken als Quelle zur türkischen Volkskunde / Hasan Özdemir. – Freiburg i. Br.: Schwarz, 1975
- 33. Edirne im 17. Jahrhundert nach Evliyā Çelebī: ein Beitrag zur Kenntnis der osmanischen Stadt / Klaus Kreiser. – Freiburg im Breisgau: Schwarz, 1975
- 34. Riʾāsa und qaḍāʾ: Institutionen als Ausdruck wechselnder Kräfteverhältnisse in syrischen Städten vom 10. bis zum 12. Jahrhundert / Axel Havemann. – Freiburg im Breisgau: Schwarz, 1975
- 35. Verdienst und Rang: die Faḍā'il als literarisches und gesellschaftliches Problem im Islam / Ernst August Gruber. – Freiburg im Breisgau: Schwarz, 1975
- 36. Ibn ar-Rāhibs Leben und Werk: ein koptisch-arabischer Enzyklopädist des 7./13. Jahrhunderts / Adel Y. Sidarus. – Freiburg im Breisgau: Schwarz, 1975
- 37. Krimtatarische Urkunden im Reichsarchiv zu Kopenhagen: mit historisch-diplomatischen und sprachlichen Untersuchungen / Josef Matuz. – Freiburg im Breisgau: K. Schwarz, 1976
- 38. Über die Steine: das 14. Kapitel aus dem „Kitāb al-Muršid“ des Muḥammad Ibn Aḥmad at-Tamīmī, nach dem Pariser Manuskript herausgegeben, übersetzt und kommentiert / Jutta Schönfeld. – Freiburg im Breisgau: Schwarz, 1976
- 39. Beiträge zur Geschichte des osmanischen Ägyptens: nach arabischen Sultans- und Statthalterurkunden des Sinai-Klosters / Robert Humbsch. – Freiburg im Breisgau: Schwarz, 1976
- 40. Die Territorialverwaltung im östlichen Teil der europäischen Türkei vom Erlass der Vilayetsordnung (1864) bis zum Berliner Kongress (1878) nach amtlichen osmanischen Veröffentlichungen / Hans-Jürgen Kornrumpf. – Freiburg Br.: Schwarz, 1976
- 41. Die Staats- und Gesellschaftstheorie bei Sayyid Gamāladdīn, „Al Afghāni“, als Beitrag zur Reform der islamischen Gesellschaften in der zweiten Hälfte des 19. Jahrhunderts / Hani Srour. – Freiburg: Schwarz, 1977
- 42. Zum Verhältnis von Autor und Werk bei dem modernpersischen Erzähler Ṣâdeq Hedâyat / Eberhard Krüger. – Freiburg im Breisgau: Schwarz, 1977
- 43. Der Briefwechsel Abbas Mirzas mit dem britischen Gesandten MacDonald Kinneir im Zeichen des zweiten russisch-persischen Krieges: (1825–1828). Ein Beitr. z. Geschichte d. persisch-englischen Beziehungen i. d. frühen Kadscharenzeit / Ekbal, Kamran, Freiburg. Schwarz. 1977
- 44. Studien zum Diwan des Ra'i * / Reinhard Weipert. – Freiburg: Schwarz, 1977
- 45. Die Revolte des Ibn al-Ašʿaṯ und die Koranleser: ein Beitrag zur Religions- und Sozialgeschichte der frühen Umayyadenzeit / Redwan Sayed. – Freiburg: Schwarz, 1977
- 46. Kitbuġā und Lāǧīn: Studien zur Mamluken-Geschichte nach Baibars al-Mansūrī und an-Nuwairī / Shah Morad Elham. – Freiburg: Schwarz, 1977
- 47. Untersuchungen zum persischen Papageienbuch des Naḫšabī / Mahroo Hatami. – Freiburg im Breisgau: Schwarz, 1977
- 48. Zu den osmanischen Verbformen des 16. Jahrhunderts nach dem Mecmūʿ-i Menāzil des Maṭrāqçī Naṣūḥ / Irene Waetzoldt. – Freiburg: Schwarz, 1978
- 49. Formantien im Krimtatarischen / Ilhan Çeneli. – Freiburg: Schwarz, 1979
- 50. Fazıl Hüsnü Dağlarca: Weltschöpfung und Tiersymbolik / Gisela Kraft. – Freiburg i.Br.: Schwarz, 1978
- 51. Die Siedlungsnamen Westthrakiens nach amtlichen Verzeichnissen und Kartenwerken / Klaus Kreiser. – Freiburg: Schwarz, 1978
- 52. Kritische Untersuchungen zum Diwan des Kumait_Ibn_Zaid / Kathrin Müller. – Freiburg: Schwarz, 1979
- 53. Gesellschaftlicher Rang und ethnische Legitimation: der arabische Schriftsteller Abū ʿUṯmān al-Ǧāḥiẓ (gest. 868) über die Afrikaner, Perser und Araber in der islamischen Gesellschaft / Susanne Enderwitz. – Freiburg i.Br.: Schwarz, 1979
- 54. Isfahan im 15. und 16. Jahrhundert: ein Beitrag zur persischen Stadtgeschichte / Rosemarie Quiring-Zoche. – Freiburg i.Br.: Schwarz, 1980
- 55. Ideologie und Politik der Muslimbrüder Syriens: von den Wahlen 1947 bis zum Verbot unter Adīb aš-Šīšaklī 1952 / Johannes Reissner. – Freiburg im Breisgau: Schwarz, 1980
- 56. The Ottoman Jewish communities and their role in the fifteenth and sixteenth centuries / Mark A. Epstein. – Freiburg im Breisgau: Schwarz, 1980
- 57. Die Kunst des Sklavenkaufs: nach arabischen, persischen und türkischen Ratgebern vom 10. bis zum 18. Jahrhundert / Hans Müller. – Freiburg i.Br.: Schwarz, 1980
- 58. Al-Ḥakīm at-Tirmiḏi: ein islamischer Theosoph des 3./9. Jahrhunderts / Bernd Radtke. – Freiburg: Schwarz Verl., 1980
- 59. Der geistige Hintergrund des türkischen Historikers Ahmed Zeki Velidi Togan: nach seinen Memoiren / Friedrich Bergdolt. – Berlin: Schwarz, 1981
- 60. Das Kitāb ar-rauḍ al-ʿāṭir des Ibn-Aiyūb: Damaszener Biographien des 10./16. Jahrhunderts, Beschreibung und Edition / Mūsā Ibn-Yūsuf Ibn-Aiyūb al-Anṣārī. – Berlin: Schwarz, 1981
- 61. Frankreich und die syrischen Christen 1799–1861: Minoritäten und europäischer Imperialismus im Vorderen Orient / Alfred Schlicht. – Berlin: Schwarz, 1981
- 62. Waṣf bei Kušāǧim: eine Studie zur beschreibenden Dichtkunst der Abbasidenzeit / Alma Giese. – Berlin: Schwarz, 1981
- 63. Zur Situation der Frau im Gecekondu: eine Untersuchung über die Lebensverhältnisse von Frauen in einem durch Zuwanderung aus dem Landesinnern entstandenen Stadtrandgebiet von Ankara / Helene Gartmann. – Berlin: Schwarz, 1981
- 64. Die Türkei: das Phänomen des abhängigen Kapitalismus / Judit Balázs. – Berlin [u. a.]: Schwarz, 1984
- 65. Artisans and guild life in the later Safavid period: contributions to the social-economic history of Persia / Mehdi Keyvani. – Berlin: Klaus Schwarz, 1982
- 66. Candid penstrokes: the lyrics of Me'ālī, an Ottoman poet of the 16th century / Me'ālī. – Berlin: Schwarz, 1982
- 67. L'enseignement religieux dans la Turquie moderne / P. Xavier Jacob. – Berlin: Schwarz, 1982
- 68. Regesten publizierter safawidischer Herrscherurkunden: Erlasse und Staatsschreiben der frühen Neuzeit Irans / Renate Schimkoreit. – Berlin: Schwarz, 1982
- 69. Soziale Beziehungen und ihr wirtschaftlicher Ausdruck: Untersuchungen zur städtischen Gesellschaft des Nahen Ostens am Beispiel Dair az-Zōr (Ostsyrien) / Annegret Nippa. – Berlin: Schwarz, 1982
- 70. Quellenuntersuchungen zum Kitāb al-ʿIqd al-farīd des Andalusiers Ibn ʿAbdrabbih (246/860 – 328/940): ein Beitrag zur arabischen Literaturgeschichte / Walter Werkmeister. – Berlin: Schwarz, 1983
- 71. Schejch Nureddin Mehmed Cerrahî und sein Orden (1721–1925) / Şenay Yola. – Berlin: Schwarz, 1982
- 72. Arabische und persische Privaturkunden des 12. und 13. Jahrhunderts aus Ardabil (Aserbaidschan) / Monika Gronke. – Berlin: Schwarz, 1982
- 73. Regionale Reformen im Osmanischen Reich am Vorabend der Tanzimat: Reformen der rumelischen Provinzialgouverneure im Gerichtssprengel von Monastir (Bitola) zur Zeit der Herrschaft Sultan Mahmuds II. (1808–1839) / Michael Ursinus. – Berlin: Schwarz, 1982
- 74. Untersuchungen zur historischen Volkskunde Ägyptens nach mamlukischen Quellen / Barbara Langner. – Berlin: Schwarz, 1983
- 75. Männer um Bāyezīd: Eine prosopograph. Studie über d. Epoche Sultan Bāyezīds II. <1481-1512> / Hedda Reindl. – Berlin: Schwarz, 1983
- 76. Die Entstehung und Entwicklung der osmanisch-türkischen Paläographie und Diplomatik: mit einer Bibliographie / Valery Stojanow. – Berlin: Schwarz, 1983
- 77. Egypt and the Palestine question 1936–1945 / Thomas Mayer. – Berlin: Schwarz, 1983
- 78. Osmanisches Wortgut im Ägyptisch-Arabischen / Erich Prokosch. – Berlin: Schwarz, 1983
- 79. Rurale Bewegungen im Libanongebirge des 19. Jahrhunderts: ein Beitrag zur Problematik sozialer Veränderungen / Axel Havemann. – Berlin: Schwarz, 1983
- 80. Die Stiftungen des osmanischen Großwesirs Koǧa Sinān Pascha (gest. 1596) in Uzunǧaova, Bulgarien / Klaus Schwarz. – Berlin: Schwarz, 1983
- 81. Egypt, Islam and social change: Al-Azhar in conflict and accommodation / A. Chris Eccel. – Berlin: Schwarz, 1984
- 82. Taʿlīḳī-zāde's Şehnāme-i hümāyūn: a history of the Ottoman campaign into Hungary 1593–1594 / Taʿlīḳī-zāde. – Berlin: Schwarz, 1983
- 83. The great Anatolian rebellion: 1000–1020/1591-1611 / William J. Griswold. – Berlin: Schwarz, 1983
- 84. Die Ibāḍiten im Maġrib (2./8. – 4./10. Jh.): die Geschichte einer Berberbewegung im Gewand des Islam / Ulrich Rebstock. – Berlin: Schwarz, 1983
- 85. Mädchennamen – verrätselt: 100 Rätsel-Epigramme aus d. adab-Werk Alf ǧāriya wa-ǧāriya (7./13. Jh.) / Jürgen W. Weil. – Berlin: Schwarz, 1984
- 86. Das Problem der transzendenten sinnlichen Wahrnehmung in der spätmu'tazilitischen Erkenntnistheorie nach der Darstellung des Taqiaddin an-Nagrani. Elshahed (Elsayed) – Berlin, Schwarz, 1983
- 87. Auxiliarfunktionen von Hauptverben nach Konverb in der neuuigurischen Schriftsprache von Sinkiang / Wolfgang-Ekkehard Scharlipp. – Berlin: Schwarz, 1984
- 88. Die kurdische Nationalbewegung im Irak: eine Fallstudie zur Problematik ethnischer Konflikte in d. Dritten Welt / Ferhad Ibrahim. – Berlin: Schwarz, 1983
- 89. Osmanisches Wortgut im Sudan-Arabischen / Erich Prokosch. – Berlin: Schwarz, 1983
- 90. Sabahattin Ali, Mystiker und Sozialist: Beiträge zur Interpretation eines modernen türkischen Autors / Elisabeth Siedel. – Berlin: Schwarz, 1983
- 91. The origins and development of the Ottoman-Ṣafavid conflict: <906-962/1500-1555> / Adel Allouche. – Berlin: Schwarz, 1983
- 92. Untersuchungen zu einer Sammlung persischer Erzählungen: Čihil wa-šiš ḥikāyat yā ǧāmiʿ al-ḥikāyāt / Roxane Haag-Higuchi. – Berlin: Schwarz, 1984
- 93. Unsere Wirtschaft: eine gekürzte kommentierte Übersetzung des Buches ʿIqtisādunā / Muḥammad Bāqir aṣ-Ṣadr. – Berlin: Schwarz, c 1984
- 94. Der Bedeutungswandel der Hedschasbahn: eine historisch-geographische Untersuchung / Ulrich Fiedler. – Berlin: Schwarz, 1984
- 95. Die islamisch-rechtlichen Auskünfte der Millî Gazete im Rahmen des „Fetwa-Wesen“ der Türkischen Republik. Debus, Esther. Berlin: Schwarz
- 96. Die Siedlungsnamen Griechisch-Makedoniens nach amtlichen Verzeichnissen und Kartenwerken / Eberhard Krüger. – Berlin: Schwarz, 1984
- 97. Seldschukische Geschichte und türkische Geschichtswissenschaft: die Seldschuken im Urteil moderner türkischer Historiker / Martin Strohmeier. – Berlin: Schwarz, 1984
- 98. Arabic literary works as a source of documentation for technical terms of the material culture / Dionisius A. Agius. – Berlin: Schwarz, 1984
- 99. The Egyptian elite under Cromer, 1882–1907 / Collins, Jeffrey G. Berlin. Schwarz. 1984
- 100. The office of qâḍî al-quḍât in Cairo under the Baḥrî Mamlûks / Joseph H. Escovitz. – Berlin: Schwarz, 1984
- 101. Ottoman rule in Jerusalem: 1890–1914 / Haim Gerber. – Berlin: Schwarz, 1985
- 102. Die Türkei im Spannungsfeld extremer Ideologien: (1973–1980): e. Unters. d. polit. Verhältnisse. Otmar Oehring. Berlin: Schwarz, 1984.
- 103. Türkische Freitagspredigten: Studien zum Islam in der heutigen Türkei / Sabine Prätor. – Berlin: Schwarz, 1985
- 104. Untersuchungen zur Verfassung der Islamischen Republik Iran vom 15. November 1979 / Silvia Tellenbach. – Berlin: Schwarz, 1985
- 105. Libya between Ottomanism and nationalism: the Ottoman involvement in Libya during the war with Italy (1911–1919) / Rachel Simon. – Berlin: Schwarz, 1987
- 106. Labsal dessen, der bei Tag und bei Nacht reist / Sabine Schupp. – Berlin: Schwarz, 1985
- 107. Volksmacht und Islam: eine terminologie- und ideologieanalytische Untersuchung zum Politik- und Religionsverständnis bei Muʿammar al-Qaḏḏāfī / Eva Hager. – Berlin: Schwarz, 1985
- 108. Die Chronik des ʿİsazade: ein Beitrag zur osmanischen Historiographie des 17. Jahrhunderts / Johann Strauß. – Berlin: Schwarz, 1991
- 109. The reign of Sultan Selīm I in the light of the Selīm-nāme literature / Ahmet Uğur. – Berlin: Schwarz, 1985
- 110. Seelenwanderung in der islamischen Häresie / Rainer Freitag. – Berlin: Schwarz, 1985
- 111. Zum schriftlichen Gebrauch des kairinischen Dialekts anhand ausgewählter Texte von Saʿdaddīn Wahba / Renate Malina. – Berlin: Schwarz, c 1987
- 112. Sultan Abdulhamid II. im Spiegel der arabischen Dichtung: eine Studie zu Literatur und Politik in der Spätperiode des Osmanischen Reiches / Turki Mugheid. – Berlin: Schwarz, c 1987
- 113. Al-Quds al-Mamlûkiyya: a history of Mamlûk Jerusalem based on the Ḥaram documents * / Huda Lutfi. – Berlin: Schwarz, 1985
- 114. Economic survey of Syria during the tenth and eleventh centuries: survey / Muhsin D. Yusuf. – Berlin: Schwarz, 1985
- 115. Die religiöse Lage in der Türkei: Perspektiven des islamischen Religionsunterrichts für türkische Kinder in der Diaspora / Saliha Scheinhardt. – Berlin: Schwarz, 1986
- 116. Loġaz und Moʿammā: eine Quellenstudie zur Kunstform des persischen Rätsels / Šams Anwarī-al-Ḥusainī. – [Berlin]: [Schwarz], [1986]
- 117. Die schiitische Gemeinschaft des Südlibanon (Ǧabal ʿĀmil) innerhalb des libanesischen konfessionellen Systems / Monika Pohl-Schöberlein. – Berlin: Schwarz, 1986
- 118. Der Teufel in der modernen arabischen Literatur: Die Rezeption e. europ. Motivs in d. arabischen Belletristik, Dramatik und Poesie d. 19. u. 20. Jhs. / Ḫalīl Šaiḫ. – Berlin: Schwarz, 1986
- 119. Le châh et les qizilbāš: le systeme militaire safavide / Masashi Haneda. – Berlin: Schwarz, 1987
- 120. Ein hagiographisches Zeugnis zur persischen Geschichte aus der Mitte des 14. Jahrhunderts: das achte Kapitel des Ṣafwat aṣ-ṣafā in kritischer Bearbeitung / Heidi Zirke. – Berlin: Schwarz, 1987
- 121. Die Geschichte der artuqidischen Fürstentümer in Syrien und der Ǧazīra'l-Furātīya <496-812/1002-1409> / Gerhard Väth. – Berlin: Schwarz, 1987
- 122. Liebe und Mannesehre: Szenen einer muslimischen Kleinbürgerehe beleuchtet anhand des Romans „Der Ölzweig“ (Ġuṣn az-zaytūn) von M. ʻAbdalḥalīm ʻAbdallāh / Stephan Guth. Berlin: Klaus Schwarz, 1987.
- 123. Das Verhältnis von Poesie und Prosa in der arabischen Literaturtheorie des Mittelalters / Zijād ar-Ramaḍān az-Zuʿbī. – Berlin: Schwarz, 1987
- 124. Azeri and Persian literary works in twentieth century Iranian Azerbaijan / Sakina Berengian. – Berlin: Schwarz, 1988
- 125. Das Buch der schlagfertigen Antworten = Al-@Aǧwibat al-muskitat / Ibrāhīm ibn Muḥammad Ibn Abī ʻAwn; May A Yūssif. Berlin: K. Schwarz, 1988.
- 126. Die Kızılbaş-Aleviten: Untersuchungen über eine esoterische Glaubensgemeinschaft in Anatolien / Krisztina Kehl-Bodrogi. – Berlin: Schwarz, 1988
- 127. Die Stadt in der arabischen Poesie, bis 1258 n. Chr. / Ḥusain Baijūd. – Berlin: K. Schwarz, 1988
- 128. Chorasantürkische Materialien aus Kalāt bei Esfarāyen / Sultan Tulu. – Berlin: Schwarz, 1989
- 129. Die Epitome der Universalchronik Ibn ad-Dawādārīs im Verhältnis zur Langfassung: eine quellenkritische Studie zur Geschichte der ägyptischen Mamluken / Gunhild Graf. – Berlin: Schwarz, c 1990
- 130. Die Moschee Nûruosmâniye in Istanbul: Beitr. zur Baugeschichte nach osman. Quellen / Pia Hochhut. – Berlin: Schwarz, 1986
- 131. The Ottoman ʿulemā in the mid-17th century: an analysis of the Vaḳāʾi ʿüʾl-fużalā of Meḥmed Şeyḫī Ef. / Ali Uğur. – Berlin: Schwarz Verlag, 1986
- 132. Al-Muntahā fi l-kamāl des Muḥammad Ibn Sahl Ibn al-Marzubān al-Karẖī (gest. ca. 345/956): Untersuchung und kritische Edition von Bd. 4–5 und 9–10 / Muḥammad Ibn-Sahl Ibn-al-Marzubān. – Berlin: Schwarz, 1988
- 133. The Fatimid vizierate: 969 – 1172 / Leila S. al-Imad. – Berlin: Schwarz, c 1990
- 134. The evolution of a Sufi institution in Mamluk Egypt: the Khanqah / Leonor Fernandes. – Berlin: Schwarz, 1988
- 135. Muṣṭafā ʿĀlī's Furṣat-nāme: Edition und Bearbeitung einer Quelle zur Geschichte des persischen Feldzugs unter Sinān Paša 1580–1581 / Muṣṭafā Ibn-Aḥmed ʿĀlī. – Berlin: Schwarz, 1989
- 136. Der Orientalist Johann Gottfried Wetzstein als preussischer Konsul in Damaskus, 1849–1861: dargestellt nach seinen hinterlassenen Papieren / Ingeborg Huhn. Berlin: K. Schwarz, 1989.
- 137. Westliche Islamwissenschaft im Spiegel muslimischer Kritik: Grundzüge und aktuelle Merkmale einer innerislamischen Diskussion / Ekkehard Rudolph. – Berlin: Schwarz, 1991
- 138. The Yaresan: a sociological, historical and religio-historical study of a Kurdish community / M. Reza Hamzeh'ee . – Berlin: Schwarz, 1990
- 139. Die persische Gesellschaft unter Nāṣiru'd-Dīn Šāh: (1848–1896) / Heinz-Georg Migeod. Berlin: Schwarz, 1990
- 140. ʿAlī Mubārak und seine Ḫiṭaṭ: kommentierte Übersetzung der Autobiographie und Werkbesprechung / Stephan Fliedner. – Berlin: Schwarz, 1990
- 141. Die Kritik der Prosa bei den Arabern: (vom 3./9. Jahrhundert bis zum Ende des 5./11. Jahrhunderts) / Mahmoud Darabseh. – Berlin: Schwarz, 1990
- 142. Les mouvements révolutionnaires et la constitution de 1906 en Iran / Djafar Shafiei-Nasab. – Berlin: Schwarz, c 1991
- 143. Der Handel im mālikitischen Recht: am Beispiel des k. al-buyūʿ im Kitāb al-Muwaṭṭaʾ des Mālik b. Anas und des salam aus der Mudawwana al-kubrā von Saḥnūn / Rüdiger Lohlker. – Berlin: Schwarz, c 1991
- 144. Die mamlukische Architektur der Stadt Gaza / Mohamed-Moain Sadek. – Berlin: Schwarz, 1991
- 145. Von Kairo nach Mekka: Sozial- und Wirtschaftsgeschichte der Pilgerfahrt nach den Berichten des Ibrāhīm Rifʻat Bāšā, Mirʼāt al-Ḥaramain / Rita Stratkötter. Berlin: K. Schwarz, 1991
- 146. Avicennas Bearbeitungen der aristotelischen Rhetorik: ein Beitrag zum Fortleben antiken Bildungsgutes in der islamischen Welt / Renate Würsch. – Berlin: Schwarz, c 1991
- 147. Das Fest des Fastenbrechens (ʿīd al-fiṭr) in Ägypten: Untersuchungen zu theologischen Grundlagen und praktischer Gestaltung / Laila Nabhan. – Berlin: Schwarz, 1991
- 148. Das erzählerische Werk der türkischen Autorin Sevgi Soysal: (1936–1976) / Priska Furrer. – Berlin: Schwarz, 1992
- 149. Bamberger Mittelasienstudien: Konferenzakten, Bamberg 15. – 16. Juni 1990 / Bert G. Fragner. – Berlin: Schwarz, 1994
- 150. Festgabe an Josef Matuz: Osmanistik – Turkologie – Diplomatik / Christa Fragner. – Berlin: Schwarz, 1992
- 151 Nomadenstämme in Persien im 18. und 19. Jahrhundert. Marina Kunke. Berlin: Klaus Schwarz, 1991.
- 152. The theology of al-ʿAllāma al-Ḥillī: (d. 726/1325) / Sabine Schmidtke. – Berlin: Schwarz, 1991
- 153. Timuridische Emire nach dem Muʿizz al-ansāb: Untersuchung zur Stammesaristokratie Zentralasiens im 14. und 15. Jahrhundert / Shiro Ando. – Berlin: Schwarz, 1992
- 154. Qanāʿa (Genügsamkeit) in der arabischen Literatur anhand des Kitāb al-Qanāʿa wa-t-taʿaffuf von Ibn-Abī-d-Dunyā / Stefan Weninger. – Berlin: Schwarz, 1992
- 155. Studien zum ältesten alchemistischen Schrifttum: auf der Grundlage zweier erstmals edierter arabischer Hermetica / Ingolf Vereno. – Berlin: Schwarz, 1992
- 156. Die Juden in der palästinensischen Literatur zwischen 1913 und 1987 / Adel al-Osta. – Berlin: Schwarz, 1993
- 157. Islam und Unterentwicklung: konzeptionelle Ansätze zur Überwindung der Unterentwicklung in islamischen Wirtschaftstheorien – das Beispiel Iran / Irina Hetsch. – Berlin: Schwarz, 1992
- 158. Iran und die Reformbewegung im Osmanischen Reich: persische Staatsmänner, Reisende und Oppositionelle unter dem Einfluss der Tanẓīmāt / Anja Pistor-Hatam. – Berlin: Schwarz, 1992
- 159. Eine Stadtgeschichte Alexandrias von 564/1169 bis in die Mitte des 9./15. Jahrhunderts: Verwaltung und innerstädtische Organisationsformen / Martina Müller-Wiener. – Berlin: Schwarz, 1992
- 160. Zeugen einer Endzeit: fünf Schriftsteller zum Umbruch in der ägyptischen Gesellschaft nach 1970 / Stephan Guth. – Berlin: Schwarz, 1992
- 161. Zerfall der Staatsmacht Persiens unter Nāṣir-ad-Dīn Schah Qāğār (1848–1896): Einblicke in die Machtverhältnisse am Teheraner Hof nach den Tagebüchern Iʿtimād as-Salṭanas / Mostafa Edjtehadi. – Berlin: Schwarz, 1992
- 162. Mit den Waffen des Gegners: christlich-muslimische Kontroversen im 19. und 20. Jahrhundert ; dargestellt am Beispiel der Auseinandersetzung um Karl Gottlieb Pfander[2] „Mîzân al-ḥaqq“ und Raḥmatullâh Ibn Halîl al-ʿUtmânî al-Kairânawîs „Izhâr al-ḥaqq“ und der Diskussion über das Barnabasevangelium / Christine Schirrmacher. – Berlin: Schwarz, 1992
- 163. Die Frau in Saudi-Arabien zwischen Tradition und Moderne / Holger Vagt. Berlin: K. Schwarz, 1992
- 164. Tod und Trauer in der Poesie des Palästinensers Maḥmūd Darwīš / Ibrahim M Abu-Hashhash. Berlin: Klaus Schwarz, 1994.
- 165. Die Beschreibung Indiens in der „Riḥla“ des Ibn-Baṭṭūṭa: Aspekte einer herrschaftssoziologischen Einordnung des Delhi-Sultanates unter Muḥammad Ibn-Tuġluq / Stephan Conermann. – Berlin: Schwarz, c 1993
- 166. Aḥmadu Bamba und die Entstehung der Murīdīya: Analyse religiöser und historischer Hintergründe ; Untersuchung seines Lebens und seiner Lehre anhand des biographischen Werkes von Muḥammad al-Muṣṭafā Ān / Rüdiger Seesemann. – Berlin: Schwarz, 1993
- 167. Doppelte Heimat?: zur literarischen Produktion arabischsprachiger Immigranten in Argentinien / Margot Scheffold. – Berlin: Schwarz, 1993
- 168. Adam im Islam: ein Beitrag zur Ideengeschichte der Sunna / Cornelia Schöck. – Berlin: Schwarz, 1993
- 169. Die Geschichte von Kain und Abel (Hābīl wa-Qābīl) in der sunnitisch-islamischen Überlieferung: Untersuchung von Beispielen aus verschiedenen Literaturwerken unter Berücksichtigung ihres Einflusses auf den Volksglauben / Waltraud Bork-Qaysieh. – Berlin: Schwarz, 1993
- 170. Der arabische Faktor in der jungtürkischen Politik: eine Studie zum osmanischen Parlament der II. Konstitution (1908–1918) / Sabine Prätor. – Berlin: Schwarz, 1993
- 173. „Islamischer Fundamentalismus“ – Rückfall ins Mittelalter oder Wegbereiter der Moderne?: Die Stellungnahme der Forschung / Hanna Lücke. – Berlin: Schwarz, 1993
- 174. Die Seeaktivitäten der muslimischen Beutefahrer als Bestandteil der staatlichen Flotte während der osmanischen Expansion im Mittelmeer im 15. und 16. Jahrhundert / Andreas Rieger. – Berlin: K. Schwarz, 1994
- 175. The village novel in modern Egyptian literature / Ami Elad. – Berlin: Schwarz, 1994
- 176. Kamāl Ğunbulāṭ: das arabisch-islamische Erbe und die Rolle der Drusen in seiner Konzeption der libanesischen Geschichte. Bernadette Schenk. Berlin: Schwarz, 1994
- 178. Dichtung – Brücke zur Aussenwelt: Studien zur Autobiographie Fadwā Ṭūqāns / Nadja Odeh. – Berlin: Schwarz, 1994
- 179. Die Islamisten Ägyptens in der Regierungszeit von Anwar as-Sādāt: (1970–1981) / Franz Kogelmann. – Berlin: Schwarz, 1994
- 180. Strange bedfellows: mutʿat al-nisāʾ and mutʿat al-ḥajj: a study based on Sunnī and Shīʿī sources of tafsīr, ḥadīth and fiqh / Arthur Gribetz. – Berlin: Schwarz, 1994
- 181. Zentralismus und Autonomie: Gelehrte und Staat in Marokko, 1900–1931 / Ralf Elger. – Berlin: Schwarz, 1994
- 182. Göttliche Karriere eines syrischen Hirten: Sulaimān Muršid (1907–1946) und die Anfänge der Muršidiyya / Patrick Franke. – Berlin: Schwarz, 1994
- 183. Zwischen Charisma und Ratio: Entwicklungen in der frühen imāmitischen Theologie / Paul Sander. – Berlin: Schwarz, 1994
- 184. Zwischen Glaube, Nation und neuer Gemeinschaft: alevitische Identität in der Türkei der Gegenwart / Karin Vorhoff. – Berlin: Schwarz, 1995
- 185. Bamberger Zentralasienstudien: Konferenzakten/ESCAS IV, Bamberg 8. – 12. Oktober 1991 / Ingeborg Baldauf. – Berlin: Schwarz, 1994
- 186 Filastin, Filistin und Eretz Israel: die späte osmanische Herrschaft über Palästina in der arabischen, türkischen und israelischen Historiographie / Maurus Reinkowski. Berlin: K. Schwarz, 1995
- 187. Rückzug in Ehren?: Die Nahostpolitik der Briten nach der Suezkrise, 1957–1960 / Philip Anderson. – Berlin: Schwarz, 1994
- 188. Die Revision der Historiographie des Osmanischen Reiches am Beispiel von Abdülhamid II.: das späte Osmanische Reich im Urteil türkischer Autoren der Gegenwart (1930–1990) / Claudia Kleinert. – Berlin: Schwarz, 1995
- 189. Von der Kritik des arabischen Denkens zum panarabischen Aufbruch: das philosophische und politische Denken Muḥammad ʿĀbid al-Ǧābirīs / Michael Gaebel. – Berlin: Schwarz, 1995
- 190. Islamische Heiligenverehrung im urbanen Kontext am Beispiel von Aleppo (Syrien) / Julia Gonnella. – Berlin: Schwarz, 1995
- 191. Politische Parteien und Bevölkerung in Iran: die Ḥezb-e Demūkrāt-e Īrān und ihr Führer Qavāmo s-Salṭanä / Ralph Kauz. – Berlin: Schwarz, 1995
- 192. al-Ibtihālāt ad dīnīya: eine Form der islamischen, religiösen Vokalmusik Ägyptens ; Untersuchungen zu Ursprung und Gestalt der heutigen Praxis / Peter Bruns. – Berlin: Schwarz, 1995
- 193. Evolution des pratiques alimentaires en Turquie: analyse comparative. Marie-Hélène Sauner-Nebioglu. Berlin: K. Schwarz, 1995
- 194. Politik zwischen den Zeilen: arabische Handschriften der Wandalá in Nordkamerun: deutsch-arabische Texte. Hermann Forkl; Reinhard Weipert. Berlin: Klaus Schwarz, 1995
- 195. Das Christentum aus der Sicht zeitgenössischer iranischer Autoren: eine Untersuchung religionskundlicher Publikationen in persischer Sprache / Isabel Stümpel-Hatami. – Berlin: Schwarz, 1996
- 196. Islamisches Recht in Theorie und Praxis: Analyse einiger kaufrechtlicher Fatwas von Taqī'd-Dīn Aḥmad b. Taymiyya / Benjamin Jokisch. – Berlin: Schwarz, 1996
- 197. Nicht-Muslime und Fremde in Aleppo und Damaskus im 18. und in der ersten Hälfte des 19. Jahrhunderts / Yoram Shalit. – Berlin: Schwarz, 1996
- 198. Die koranische Herausforderung: die taḥaddī-Verse im Rahmen der Polemikpassagen des Korans / Matthias Radscheit. – Berlin: Schwarz, 1996
- 199. Geschichte und Ideologie: Mehmed Murad und Celal Nuri über die historischen Ursachen des osmanischen Niedergangs / Christoph Herzog. – Berlin: Schwarz, 1996
- 200. Muslim culture in Russia … ; [Vol. 1] Muslim culture in Russia and Central Asia from the 18th to the early 20th centuries / Michael Kemper. – Berlin: Schwarz, 1996
- 201. Muṣṭafā Maḥmūd (geb. 1921) und der modifizierte islamische Diskurs im modernen Ägypten / Stephan Conermann. – Berlin: Schwarz, 1996
- 202. Die Berber in der historischen Entwicklung Algeriens von 1949 bis 1990: zur Konstruktion einer ethnischen Identität / Gabi Kratochwil. Berlin: K. Schwarz, 1996.
- 203. Fāṭima von Qum: ein Beispiel für die Verehrung heiliger Frauen im Volksglauben der Zwölfer-Schia / Zohreh Sadeghi. – Berlin: Schwarz, 1996
- 204. Annäherung und Distanz: Schia, Azhar und die islamische Ökumene im 20. Jahrhundert / Rainer Brunner. – Berlin: Schwarz, 1996
- 205. Reislamisierung und Familienrecht in Algerien: der Einfluß des malikitischen Rechts auf den „Code Algérien de la famille“ / Silvia Kuske. – Berlin: Schwarz, 1996
- 206. ʿAbd or-Raḥīm H̱ān-e H̱ānān (964 – 1036/1556 – 1627): Staatsmann und Mäzen / Eva Orthmann. – Berlin: Schwarz, 1996
- 207. Authentisch arabisch und dennoch modern?: Zakī Naǧīb Maḥmūds kulturtheoretische Essayistik als Beitrag zum euro-arabischen Dialog / Margot Scheffold. – Berlin: Schwarz, 1996
- 208. Konstantinopel und Damaskus: Gesandtschaften und Verträge zwischen Kaisern und Kalifen 639 – 750 ; Untersuchungen zum Gewohnheits-Völkerrecht und zur interkulturellen Diplomatie / Andreas Kaplony. – Berlin: Schwarz, 1996
- 209. „Die Farbe des Regens“: Entstehung und Entwicklung der modernen jeminitischen Kurzgeschichte: Muḥammad ʻAbdalwalī, Zaid Muṭǐʻ Dammāǧ und Aḥmad Maḥfūẓ ʻUmar. / Günther Orth. Berlin: Klaus Schwarz, 1997
- 210. Atatürk und die türkische Reformpolitik im Spiegel der ägyptischen Presse: eine Inhaltsanalyse ausgewählter Pressereaktionen auf Massnahmen zur Umgestaltung des politischen, religiösen und kulturellen Lebens in der Türkei zwischen 1922 und 1938 / Richard Hattemer. Berlin: Klaus Schwarz Verlag, 1997
- 211. The Saljūqs of Syria during the crusades 463 – 549 A.H., 1070–1154 A.D. / Taef Kamal el-Azhari. – Berlin: Schwarz, 1997
- 212. Emanzipation oder Isolation vom westlichen Lehrer?: Die Debatte um Ḥanafīs "Einführung in die Wissenschaft der Okzidentalistik. Thomas Hildebrandt. Berlin: K. Schwarz, 1998
- 213. Entbehrung und Lebenskampf: die Autobiographie des marokkanischen Autors Mohamed Choukri / Barbara Sigge. Berlin: K. Schwarz, 1997
- 214. Islamische Solidarität: Geschichte, Politik, Ideologie der Organisation der Islamischen Konferenz (OIC) 1969–1981 / Ellinor Schöne. Berlin Schwarz 1997
- 215. Das Opferfest (ʿīd al-aḍḥā) im heutigen Ägypten / Mohammed Rashed. – Berlin: Schwarz, 1998
- 216. Muslim culture in Russia … / Vol. 2 / Inter-regional and inter-ethnic relations / Anke von Kügelgen. – 1998
- 217. Hālid und ʻUmar: quellenkritische Untersuchung zur Historiographie der frühislamischen Zeit. Klaus Klier. Berlin: Klaus Schwarz, 1998
- 218. Sufis und Gelehrte in Tatarien und Baschkirien, 1789–1889: der islamische Diskurs unter russischer Herrschaft / Michael Kemper. – Berlin: Schwarz, 1998
- 219. American literature and orientalism. Marwan M Obeidat. Berlin: K. Schwarz, 1998
- 220. Zur Problematik des Demokratisierungsprozesses in Iran: eine sozio-kulturelle Analyse anhand von Entstehung und Scheitern der konstitutionellen Bewegung von 1906 / Hamid Khosravi Sharoudi. – Berlin: Schwarz, 1998
- 221. Islamisches Recht und sozialer Wandel in Algerien: zur Entwicklung des Personalstatuts seit 1962 / Bettina Dennerlein. – Berlin: Schwarz, 1998
- 222. Individuum und Gesellschaft in der Türkei: Leylâ Erbils Roman Tuhaf Bir Kadın (Eine sonderbare Frau) / Karin Schweißgut. – Berlin: Schwarz, 1999
- 224. Die Geschichte der Stadt Qom im Mittelalter (650 – 1350): politische und wirtschaftliche Aspekte / Andreas Drechsler. – Berlin: Schwarz, c 1999
- 225. Fliegen die Seelen der Heiligen?: Muslimische Reform und staatliche Autorität in der Republik Mali seit 1960 / Carsten Hock. – Berlin: Schwarz, 1999
- 226. „Unser Weg schließt tausend Wege ein“: Derwische und Gesellschaft im islamischen Mittelasien im 16. Jahrhundert. Florian Schwarz. Schwarz, Berlin 2000, ISBN 3-87997-278-8.
- 227. al-Juwaynī's thought and methodology: with a translation and commentary on Lumaʻ al-Adillah. Mohammad Moslem Adel Saflo. Schwarz, Berlin 2000, ISBN 3-87997-278-8.
- 228. Galen: „Über die Anatomie der Nerven“: Originalschrift und alexandrinisches Kompendium in arabischer Überlieferung. Ahmad M Al-Dubayan. Schwarz, Berlin 2000, ISBN 3-87997-280-X.
- 229. Die Risāla fī l-ḥudūṯ (Die Abhandlung über die Entstehung) von Ṣadr ad-Dīn Muḥammad Ibn Ibrāhīm aš-Šīrāzī (1572–1640): mit Übersetzung und Erläuterung / Sayed M. Bagher Talgharizadeh. – Berlin: Schwarz, 2000
- 230. Muslime und Franken: ethnische, soziale und religiöse Gruppen im Kitāb al-Iʾtibār des Usāma ibn Munqiḏ / Alexander Schauer. – Berlin: Schwarz, 2000
- 231. Bagdad nach dem Sturz des Kalifats: die Geschichte einer Provinz unter ilḫānischer Herrschaft (656 – 735/1258 – 1335) / Hend Gilli-Elewy. – Berlin: Schwarz, 2000
- 232. Politische Entwicklung in einem arabischen Golfstaat: die Rolle von Interessengruppen im Emirat Kuweit / Christian Koch. Berlin: Schwarz, 2000.
- 233. Muslim culture in Russia … / Vol. 3 / Arabic, Persian and Turkic manuscripts (15th – 19th centuries) / Anke von Kügelgen. – 2000
- 234. Der Dichter Faiḍī und die Religion Akbars / Gerald Grobbel. – Berlin: Schwarz, 2001
- 235. Nationalismus und Modernismus in Iran in der Periode zwischen dem Zerfall der Qāğāren-Dynastie und der Machtfestigung Reżā Schahs: eine Untersuchung über die intellektuellen Kreise um die Zeitschriften Kāweh, Īrānšahr und Āyandeh / Keivandokht Ghahari. – Berlin: Schwarz, 2001
- 236. Image of the „Turk“ in Italy: a history of the „other“ in early modern Europe, 1453–1683 / Mustafa Soykut. Berlin: Klaus Schwarz Verlag, 2001
- 237. Die politische Entwicklung der Kurden im Irak von 1975 bis 1993: unter besonderer Berücksichtigung von Saddam Husseins Kurdenpolitik. Sarbest Bahjat. Berlin: K. Schwarz, 2001
- 238. Methoden mittelalterlicher arabischer Qur'ānexegese am Beispiel von Q 53, 1-18 / Regula Forster. Berlin: Schwarz, 2001
- 239. Die gesetzlichen Umgehungen im islamischen Recht (ḥiyal): unter besonderer Berücksichtigung der Ǧannat al-aḥkām wa-ǧunnat al-ẖuṣṣām des Ḥanafīten Saʿīd b. ʿAlī as-Samarqandī (gest. 12. Jhdt.) / Satoe Horii. – Berlin: Schwarz, 2001
- 240. ʻAbdarraḥmān al-Auzāʻī – ein Rechtsgelehrter des 2. Jahrhunderts d.H. und sein Beitrag zu den Siyar: erarbeitet auf der Grundlage des k. ar-Radd ʻalā siyar al-Auzāʻī / Anke Bouzenita. Berlin: Schwarz, 2001
- 241. Ehe und Ehescheidung in Tunesien: zur Stellung der Frau in Recht und Gesellschaft / Stephanie Waletzki. – Berlin: Schwarz, 2001
- 242. Die Entwicklung der islamischen Gemeinschaft in Deutschland seit 1961 / Marfa Heimbach. – Berlin: Schwarz, 2001
- 243. Wolgatataren im Deutschland des Zweiten Weltkriegs: deutsche Ostpolitik und tatarischer Nationalismus / Sebastian Cwiklinski´. Berlin: Schwarz, 2002
- 244. Der historische Roman Ägyptens: eine literaturwissenschaftliche Untersuchung am Beispiel der Mamlukenromane / Abier Bushnaq. – Berlin: Schwarz, 2002
- 245. Tendenzen und Entwicklungen in der modernen drusischen Gemeinschaft des Libanon: Versuche einer historischen, politischen und religiösen Standortbestimmung / Bernadette Schenk. – Berlin: Schwarz, 2002
- 246. Geistliche Autorität und islamische Gesellschaft im Wandel: Studien über Frauenälteste (otin und xalfa) im unabhängigen Usbekistan. Annette Krämer. Berlin Schwarz 2002
- 247. Die Berberbewegung in Marokko: zur Geschichte der Konstruktion einer ethnischen Identität (1912–1997) / Gabriele Kratochwil. – Berlin: Schwarz, 2002
- 248. Die Juden Hebrons von der Lokalgesellschaft zur „Nationalen Heimstätte“ (1904–1938): die Desintegration einer peripheren jüdischen Gemeinde. Andreas Wagner. Berlin: Schwarz, 2002.
- 249. Abū l-Hudā aṣ-Ṣayyādī: eine Studie zur Instrumentalisierung sufischer Netzwerke und genealogischer Kontroversen im spätosmanischen Reich / Thomas Eich. – Berlin: Schwarz, 2003
- 250. Anerkennung des Iǧtihād – Legitimation der Toleranz: Möglichkeiten innerer und äußerer Toleranz im Islam am Beispiel der Iǧtihād-Diskussion / Abbas Poya. – Berlin: Schwarz, 2003
- 251. Zeitgenössische türkische Frauenliteratur: eine vergleichende Literaturanalyse ausgewählter Werke von Leylâ Erbil, Füruzan, Pınar Kür und Aysel Özakın / Mediha Göbenli. – Berlin: Schwarz, 2003
- 252. Islamische Fernsehsender in der Türkei: zur Entwicklung des türkischen Fernsehens zwischen Staat, Markt und Religion / Christine Jung. Berlin Schwarz 2003
- 253. The stories of the Prophets by Ibn Muṭarrif al-Ṭarafī / Ibn-Muṭarrif al-Ṭarafī. – Berlin: Schwarz, 2003
- 254. Der Herrscherwechsel im Mamlukensultanat: historische und historiographische Untersuchungen zu Abū Ḥāmid al-Qudsī und Ibn Taġrībirdī / Henning Sievert. Berlin: Klaus-Schwarz-Verlag GmbH, 2003
- 255. Palestinian Refugees in Lebanon – Where to belong? / Dorothee Klaus. 2003
- 256. Der Wille zur Macht: der fatimidische Wesir Yaʻqūb ibn Killis. Susanne Saker. Berlin Schwarz 2003
- 257. Mamlukische Sultansstiftungen des 9./15. Jahrhunderts: nach den Urkunden der Stifter al-Ašraf Īnāl und al-Mu'ayyad Aḥmad Ibn Īnāl / Lucian Reinfandt. – Berlin: Schwarz, 2003
- 258. Devout societies vs. impious states?: transmitting Islamic learning in Russia, Central Asia and China, through the Twentieth Century: proceedings of an international colloquium held in the Carré des Sciences, French Ministry of Research, Paris, November 12 – 13, 2001 / Stéphane A. Dudoignon. – Berlin: Schwarz, 2004
- 259. Muslim culture in Russia … / Vol. 4 / Die Islamgelehrten Daghestans und ihre arabischen Werke: Naḏīr ad-Durgilīs (st. 1935) Nuzhat al-aḏhān fī tarāǧim ʿulamāʾ Dāġistān / Michael Kemper. – 2004
- 260. The European powers' plans regarding Jerusalem towards the middle of the 19th century / Yoram Shalit. Berlin: Klaus Schwarz, 2004
- 261. Elitenzirkulation in Transformationsgesellschaften: eine soziologische Fallstudie zur Zirkulation der Eliten im Iran. Afsaneh Gächter. Berlin: Klaus Schwarz, 2004
- 262. Transkription arabischer Schriften: Vorschläge für eine einheitliche Umschrift arabischer Bezeichnungen / Achim Schlott-Kotschote. – Berlin: Schwarz, 2004
- 263. Syrien nach dem Irak-Krieg: Bastion gegen Islamisten oder Staat vor dem Kollaps ? / Carsten Wieland. Berlin: K. Schwarz, 2004
- 264. Moral und Disziplin: Seyyed Ḥasan Taqīzāde und die Konstruktion eines „progressiven Selbst“ in der frühen iranischen Moderne / Tim Epkenhans. Berlin Schwarz 2005
- 265. Die persische Volk im Wandel. Heinz-Georg Migeod. Berlin: K. Schwarz, cop. 2006
- 266. Frieden im Islam: die Instrumentalisierung des Islam im irakisch-iranischen Krieg / Majid S. Moslem. – Berlin: Schwarz, 2005
- 267. al-Ǧawbarī und sein Kašf al-asrār: ein Sittenbild des Gauners im arabisch-islamischen Mittelalter (7./13. Jahrhundert) ; Einführung, Edition und Kommentar / Manuela Höglmeier. – 1. Aufl. – Berlin: Schwarz, 2006
- 268. Der unermessliche Schatz, oder, die wirtschaftliche Lage Irans: Ǧamālzādes Studie zur iranischen Volkswirtschaft am Vorabend des Ersten Weltkrieges / Muḥammad ʻAlī Jamālzādah; Leila Nabieva. K. Schwarz, Berlin: ©2006
- 269. Die Beduinen in der Vorgeschichte Tunesiens: die „Invasion“ der Banū Hilāl und ihre Folgen. Gerald Schuster. Berlin: K. Schwarz Verl., cop. 2006
- 270. Selbstbild und Weltsicht islamistischer Selbstmord-Attentäter tödliche Implikationen eines theozentrischen Menschenbildes unter selbstwertbedrohenden Bedingungen / Dawud Gholamasad. Berlin Schwarz 2006
- 271. Die sufische Koranauslegung: Semantik und Deutungsmechanismen der Ishari exegese / Hussein Ali Akash. Berlin: K. Schwarz, 2006.
- 272. By the soft lyres: the search for the prophet Elijah. Mishael Caspi; Gerda Neu-Sokol; Mohammad Jiyad. Berlin: Klaus Schwarz, ©2006
- 273. Salamon und Rabeka: Judenstereotype in Karikaturen der türkischen Zeitschriften „Akbaba“, „Karikatür“ und „Milli Inkilap“, 1933–1945 / Hatice Bayraktar. Berlin: K. Schwarz, 2006
- 274. Die osmanischen Ulema des 17. Jahrhunderts: eine geschlossene Gesellschaft? / Denise Klein. Berlin: Klaus Schwarz, cop. 2007
- 275. Der Rif-Krieg 1921–1926: eine kritische Untersuchung des gesellschaftlichen Transformationsprozesses unter Muḥammad Ibn ʻAbd al-Karīm al Ḫaṭṭābī. Fouzia El-Asrouti. Berlin: Klaus Schwarz, ©2007
- 276. Ein osmanischer Almanach für das Jahr 1239/1240 (1824/1825) / Marlene Kurz. Berlin: Schwarz, 2007
- 277. Abbildung und Anpassung: das Türkenbild in safawidischen Chroniken des 16. Jahrhunderts / Tilmann Trausch. Berlin: Schwarz, 2008
- 278. Qurrat al-ʿAyn: eine Studie der religiösen und gesellschaftlichen Folgen ihres Wirkens / Soraya Adambakan. – Erstausg., 1. Aufl. – Berlin: Schwarz, 2008
- 279. Die Entwicklung des Osmanischen Reiches zwischen 1839 und 1908. Marcin Marcinkowski. Berlin: Schwarz, cop. 2007
- 280. Narrativität im Kitāb al-Faraǧ baʿda š-šidda des Abū ʿAli al-Muḥassin at-Tanūḫī: eine literaturwissenschaftliche Studie abbasidischer Prosa / Hakan Özkan. – Erstausg., 1. Aufl. – Berlin: Schwarz, c 2008
- 281. Muslime in Europa: Staatsbürgerschaft und Islam in einer liberalen und säkularen Demokratie / Ursi Schweizer. Berlin: K. Schwarz, cop. 2008
- 282. Das Bild Afghanistans im 20. Jahrhundert: das Werk des Schriftstellers und Diplomaten Ostād ʿAbdol Raḥmān Pažwāk (1919–1995) / Chaled Malekyar. – 1. Aufl., Erstausg. – Berlin: Schwarz, 2008
- 283. Scheich Muḥsin bin Zahrān al-ʻAbrī: tribale Macht im Oman des 19. Jahrhunderts / Michaela Hoffmann-Ruf. Klaus Schwarz c2008
- 284. Der Nativist Ǧalāl-e Āl-e Aḥmad und die Verwestlichung Irans im 20. Jahrhundert: eine Analyse der ethnographischen Monographien Awrāzān, Tātnešīnhā-ye bolūk-e Zahrā und Ǧazīre-ye Ḫārg, dorr-e yatīm-e ḫalīg unter besonderer Berücksichtigung seiner Programmschrift Ġarbzadegī / Franz Lenze. Berlin: Schwarz, 2008
- 285. „We are here to stay“: Pashtun migrants in the Northern Areas of Pakistan / Matthias Weinreich ; photographs by Silvia Delogu. Klaus Schwarz c2009
- 286. „Allāh ist das Licht von Himmel und Erde“: der Lichtvers Sura 24 an-Nūr 35 ; seine Bedeutung im Kontext der Offenbarung und Grundzüge seiner Auslegung in der islamischen Gelehrsamkeit / Ayşe Başol-Gürdal. – 1. Aufl. – Berlin: Schwarz, 2008
- 287. Celâl Esad Arseven: ein Leben zwischen Kunst, Politik und Wissenschaft / Dieter F Kickingereder. Berlin: Schwarz, ©2009.
- 288. I have a very good trust in my God: la construction de la religiosité des jeunes gens Sunnites à Beyrouth. Eva-Maria Zeis. Berlin: K. Schwarz, cop. 2009.
- 289. Müneccimbaşı als Historiker: arabische Historiographie bei einem osmanischen Universalgelehrten des 17. Jahrhunderts: Ǧami' ad-duwal (Teiledition 982/1574 – 1082/1672) / Müneccimbaşı; Hatice Arslan-Sözüdoǧru. Berlin: Schwarz Verlag, 2009.
- 290. Muslim cultures in the Indo-Iranian world during the early-modern and modern periods / Denis Hermann. – Erstausg., 1. Aufl. – Berlin: Schwarz, c 2010
- 291. Ein Mann spricht für die Frauen: At-Tāhir al-Haddād und seine Schrift „Die tunesische Frau in Gesetz und Gesellschaft“ / Iman Hajji; al-Tāhir Ḥaddād. Berlin: Klaus Schwarz, ©2009
- 292. Sir Sayyid Ahmad Khan and the Muslim cause in British India / Belkacem Belmekki. – 1. Aufl. – Berlin: Schwarz, c 2010
- 293. Islamische Ökumene als Mittel der Politik: aktuelle Tendenzen in der Annäherungsdebatte zwischen Sunna und Schia auf der Doha-Konferenz 2007. Behnam Said. Berlin: K. Schwarz, ©2009
- 294. Von Ackerwinde bis Zypresse: das Pflanzenreich im „Königsbuch“ des Ferdousï / Fatemeh Hamidifard-Graber. Berlin: Schwarz, 2009.
- 295. „Orientierungen“: über die Entstehung europäischer Bilder vom Orient und von Arabien in der Antike ; Einflussfaktoren und stereotype Fortführungen im Mittelalter / Uta Bellmann. – Erstausg., 2., durchges. Aufl. – Berlin: Schwarz, 2011
- 296. Die Daštakīs: die Familiengeschichte des Autors Ḥasan Fasāʹī im Fārsnāma-yi Nāṣirī / Elke Niewöhner. Berlin: Klaus Schwarz, ©2009.
- 297. „Zweideutige Individuen in schlechter Absicht“: die antisemitischen Ausschreitungen in Thrakien 1934 und ihre Hintergründe / Hatice Bayraktar. Berlin: Schwarz, 2011
- 298. Eine Biographie als politisches Mittel: Muḥammad ʿAbduh (1849–1905) und die Rebellion des Aḥmad ʿUrābī in der Rezeption Ṭāhir aṭ-Ṭanāḥīs (Muḏakkirāt al-Imām Muḥammad ʿAbduh) / Christopher Radler. – 1. Aufl. – Berlin: Schwarz, 2010
- 299. „Rassischer“ Feind – politischer Freund?: Inszenierung und Instrumentalisierung des Araberbildes im nationalsozialistischen Deutschland / Sophie Wagenhofer. – Erstausg., 1. Aufl. – Berlin: Schwarz, 2010
- 300. Der mystische Pfad zu Gott: ʻUmar as-Suhrawardīs Schrift „Der versiegelte Wein“ (ar-Raḥīq al-maḫtūm): Einleitung, Text und Übersetzung / ʻUmar Ibn Muḥammad as-Suhrawardī; Armin Eschraghi. Berlin: Klaus Schwarz Verlag, 2011
- 301. Ben Ali's „New Tunisia“ (1987–2009): a case study of authoritarian modernization in the Arab world / Steffen Erdle. – Erstausg., 1. Aufl. – Berlin: Schwarz, 2010
- 302. Die südkaspischen Provinzen des Iran unter den Safawiden im 16. und 17. Jahrhundert: soziale und wirtschaftliche Verhältnisse / Yukako Goto. Berlin: Schwarz, 2011
- 303. Dawn for Islam in eastern Nigeria: a history of the arrival of Islam in Igboland / Egodi Uchendu. Berlin: K. Schwarz, cop. 2011
- 304. Nāyeb Ḥoseyn Kāšī – Straßenräuber oder Revolutionär? Eine Untersuchung zur neueren iranischen Geschichte (1850–1920) / Abolhassan Hadjiheidari. Berlin: Schwarz, 2011
- 305. Gottes Wesen – Gottes Wirken: Ontologie und Kosmologie im Denken von Šams-al-Dīn Muḥammad al-Ḫafrī (gest. 942/1535): eine philosophische Analyse nach seinen Schriften „al-Risāla fī it̲bāt wāǧib al-wuǧūd bi-l-d̲āt wa-ṣifātihī“ und „al-Risāla fī l-ilāhiyyāt“. Firouzeh Saatchian; Šams ad-Dīn Muḥammad al-Ḫafrī. Berlin: Klaus Schwarz Verlag, 2011.
- 306. Die jüdische Gemeinde im Damaskus des 19. Jahrhunderts: städtische Sozialgeschichte und osmanische Gerichtsbarkeit im Spiegel islamischer und jüdischer Quellen / Christina Weber. – Erstausg., 1. Aufl. – Berlin: Klaus-Schwarz-Verl., 2011
- 307. Mit Gott und Frankreich: Bestimmungen Algeriens in Schriften des muslimischen Reformtheologen Ibn Badis zur Zeit der Volksfrontregierung (1936–1938) / Daniel Zakrzewski. 2012
- 308. Central Asian Pilgrims: Hajj Routes and Pious Visits between Central Asia and the Hijaz ; [proceedings of an international conference held in Tashkent] / Alexandre Papas. – 1. Aufl. – Berlin: Schwarz [u. a.], 2012 [erschienen] 2011
- 309. Palästinensische Märtyrerinnen: Selbstdarstellung und innerislamische Wahrnehmung weiblicher Selbstmordattentäter / Britt Ziolkowski. Berlin: Klaus Schwarz Verlag, ©2012
- 310. Zwei arabische Dialoge zur Alchemie: Die Unterredung des Aristoteles mit dem Inder Yūhīn und das Lehrgespräch der Alchemisten Qaydarūs und Mitāwus mit dem König Marqūnus. Edition, Übersetzung, Kommentar / Juliane Müller. 2012
- 311. Seafarers of the Seven Seas: The Maritime Culture in the Kitab 'Aja'ib al-Hind by Buzurg Ibn Shahriyar (d. 399/1009) / Suhanna Shafiq. 2013
- 312. Jurisdiktion als Mikrogeschichte.: Transkription, Übersetzung und Kommentierung von Auszügen aus dem Kadiamtsregister 247 der Stadt Mardin um 1760 / Isabel Niemöller. 2012
- 313. Red Pomegranates: Love, Beauty, and Deceit: Arabic Poetry about, for, and by Women / Mishael M. Caspi / John T. Greene / Mohammad Jiyad (eds.)
- 314. Allah's Kolkhozes. Migration, De-Stalinisation, Privatisation and the New Muslim Congregations in the Soviet Realm (1950s-2000s) / Stéphane A. Dudoignon / Christian Noack (eds.) – 2014
- 315. Die Rezepte der Freiburger alchemistischen Handschrift des Abd al-Gabbar al-Hamadani. Edition, Übersetzung und Kommentar / Georg Leube – 2013
- 317. Family Portraits with Saints: Hagiography, Sanctity, and Family in the Muslim World / Catherine Mayeur-Jaouen / Alexandre Papas (eds.) – 2013
- 318. A Life in Parables and Poetry: Mishael Maswari Caspi Essays in Memory of a Pedagogue, Poet, and Scholar / John T. Greene (ed.) – 2014
- 319. Pogrom in Istanbul, 6./7. September 1955: Die Rolle der türkischen Presse in einer kollektiven Plünderungs- und Vernichtungshysterie / Ülkü Ağır – 2014
- 320. Moderne, Subjekt, Staat: Zur Rolle der Bildung in der Kontroverse zwischen Individuum und Staat im Iran / Parvin Javadi – 2014
- 321. Religious Communities and Modern Statehood: The Ottoman and post-Ottoman World at the Age of Nationalism and Colonialism / Michalis N. Michael, Tassos Anastassiadis, Chantal Verdeil (eds.) – 2015
- 322. British Policy and the Nationalist Movement in Egypt, 1914–1924. A Political Study / Majid Salman Hussain – 2015
- 323. Feuerfunken im Orient 1914–1916: Arabisch-osmanische Offiziere und haschimitische Aristokraten vor dem Großen Arabischen Aufstand / Jasmina Jäckel de Aldana – 2015
- 324. Die ersten 11 Suren des Koran: Übersetzt von Johann Gottfried Wetzstein, erster preußischer Konsul in Damaskus 1849–1861 / Ingeborg Huhn / Hars Kurio (Hg.) – 2015
- 325. His Majesty's Consul in Saloniki Charles Blunt (1800–1864): ein europäischer Konsul als Agent der Modernisierung in der osmanischen Provinz / Gülay Tulasoğlu – 2015
- 326. Ein traditionalistischer Korandeuter im Dienste des Kemalismus: Elmalılı Muhammed Hamdi Yazır (1878–1942) / Benjamin Flöhr – 2015
- 327. Das Kitāb Sidrat al-muntahā des Pseudo-Ibn Waḥšīya. Einleitung, Edition und Übersetzung eines hermetisch-allegorischen Traktats zur Alchemie / Christopher Braun – 2016
- 328. Irans Führungsanspruch (1979–2013). Mission, Anhängerschaft und islamistische Konzepte im Diskurs der Politik-Elite / Oliver Borszik – 2016
- 329. Johann Gottfried Wetzstein: Orientalist und preußischer Konsul im osmanischen Syrien (1849–1861) / Ingeborg Huhn – 2016
- 330. Pers-Andalus: iranische Kulturdenkmäler in „al-Andalus al-aqṣā“. Bewertung der Forschungsergebnisse für das 8.–12. Jahrhundert / Gabriele Dold-Ghadar – 2016
- 331. Maritime Terminology of the Saudi Arabian Red Sea Coast: A Lexical Semantic Study / Muhammad Zafer Alhazmi – 2016
- 332. The Family in Central Asia: New Perspectives / Sophie Roche (ed.) – 2017
- 333. A Tale of Two Stories: Customary Marriage and Paternity. A Discourse Analysis of a Scandal in Egypt / Björn Bentlage – 2017
- 334. Freiheit oder Befreiung? Ein kritischer Versuch über die Freiheit bei Henri Bergson. Mohamed Aziz Lahbabi / Übersetzt u. kommentiert von Markus Kneer – 2018
- 335. Traditionelle Hadith-Hermeneutik im Zusammenhang mit modernen Ansätzen der Ankaraner Schule / Șuayip Seven – 2018
- 336. The Sin of the Woman. Interrelations of Religious Judgments in Zoroastrianism and Islam / Fatemeh Sadeghi – 2018
- 337. Das Steinbuch des ibn al-ʾAkfānī. Ausgewählte Schätze aus der Vielfalt der Edelsteine / Ahmed Sadouki (Hg.) – 2018
- 338. Seelenlehre und Seelenerziehung. Das Werk »as-Sayr wa-s-sulūk« des osmanisch-arabischen Sufis Qāsim al-Ḫānī (gest. 1697) / Gülfem Alıcı – 2020
- 339. Vier apokryphe Schriften der Drusen. Eine historisch-philologische Analyse / Dmitry Sevruk – 2019
- 340. Muslim Chinese—the Hui in Rural Ningxia. Internal Migration and Ethnoreligious Identification / Xiaoming Wang – 2019
- 341. Das Kadiamtsprotokollbuch von Mardin 247. Edition, Übersetzung und kritischer Kommentar / Isabel Niemöller – 2020
- 342. Zum Konstrukt von dār al-islām und dār al-ḥarb. Die zeitgenössische Rezeption eines Konzepts des klassischen islamischen Rechts / Johannes Bork – 2020

- Sonderband: Die Welt der Mamluken: Ägypten im späten Mittelalter 1250–1517. Jörg-Ronald Keßler. Klaus Schwarz, Berlin 2004, ISBN 978-3-87997-319-4.

Die Bände IU 338 und IU 341 ff. erscheinen ab 2020 bei Verlag Walter de Gruyter, Berlin.